# Copa de la Emperatriz 2023
La Copa de la Emperatriz 2023 fue la 45.ª edición de este torneo de fútbol femenino de Japón.

## Calendario y formato
| Ronda            | Fecha                      | Equipos participantes | Equipos entrantes en la ronda                                              |
| ---------------- | -------------------------- | --------------------- | -------------------------------------------------------------------------- |
| Primera ronda    | 18–19 de noviembre de 2023 | 8 → 4                 | 8 equipos de las ligas regionales                                          |
| Segunda ronda    | 25–26 de noviembre de 2023 | 32 (16+12+4) → 16     | 16 equipos de las ligas regionales 12 equipos de la Nadeshiko League Div.1 |
| Tercera ronda    | 2–3 de diciembre de 2023   | 16 → 8                |                                                                            |
| Cuarta ronda     | 10 de diciembre de 2023    | 8 → 4                 |                                                                            |
| Octavos de final | 16–17 de diciembre de 2023 | 16 (12+4) → 8         | 12 equipos de la WE League                                                 |
| Cuartos de final | 14 de enero de 2024        | 8 → 4                 |                                                                            |
| Semifinales      | 20 de enero de 2024        | 4 → 2                 |                                                                            |
| Final            | 27 de enero de 2024        | 2 → 1                 |                                                                            |

## Partidos

### Primera ronda
| Equipo 1              | Resultado   | Equipo 2                                |
| --------------------- | ----------- | --------------------------------------- |
| Okayama Yunogo Belle  | 7–0         | Universidad de Sapporo                  |
| Viamaterras Miyazaki  | 4–0         | Diavorosso Hiroshima                    |
| Veertien Mie Ladies   | 0–4         | Universidad de Nihon                    |
| Universidad de Waseda | 2–1 (t. s.) | Universidad de Charme Okayama Takahashi |

### Segunda ronda
| Equipo 1                      | Resultado            | Equipo 2                         |
| ----------------------------- | -------------------- | -------------------------------- |
| Orca Kamogawa FC              | 2–0                  | Okayama Yunogo Belle             |
| Fujieda Junshin High School   | 4–0                  | Lily Wolf F. Ishikawa            |
| Bunnys Gunma FC White Star    | 1–1 (t. s.) (4–5 p.) | Universidad de Osaka Sangyo      |
| Ehime FC Ladies               | 4–0                  | Jumonji High School              |
| Asahi Intecc Loveledge Nagoya | 1–2                  | Viamaterras Miyazaki             |
| Universidad de Toyo           | 1–1 (t. s.) (4–3 p.) | JFA Academy Fukushima            |
| AS Harima Albion              | 4–1                  | Energic Ryukyu Deigos            |
| Speranza Osaka                | 1–0                  | Universidad de Tezukayama Gakuin |
| Iga FC Kunoichi Mie           | 2–1                  | Universidad de Nihon             |
| Fukuoka J. Anclas             | 1–0                  | Norddea Hokkaido                 |
| Nittaidai SMG Yokohama        | 3–1                  | Mynavi Sendai Youth              |
| Shizuoka SSU Bonita           | 1–2                  | Universidad de Teikyo Heisei     |
| Sfida Setagaya FC             | 1–0                  | Universidad de Waseda            |
| Universidad de Shunan         | 0–1                  | Tokyo Verdy Beleza Menina        |
| Yokohama FC Seagulls          | 5–1                  | FC Imabari                       |
| Yamato Sylphid                | 2–0                  | Yanagigaura High School          |

### Tercera ronda
| Equipo 1                    | Resultado | Equipo 2                     |
| --------------------------- | --------- | ---------------------------- |
| Orca Kamogawa FC            | 2–3       | Fujieda Junshin High School  |
| Universidad de Osaka Sangyo | 0–2       | Ehime FC Ladies              |
| Viamaterras Miyazaki        | 1–0       | Universidad de Toyo          |
| AS Harima Albion            | 3–0       | Speranza Osaka               |
| Iga FC Kunoichi Mie         | 2–0       | Fukuoka J. Anclas            |
| Nittaidai SMG Yokohama      | 2–1       | Universidad de Teikyo Heisei |
| Sfida Setagaya FC           | 1–0       | Tokyo Verdy Beleza Menina    |
| Yokohama FC Seagulls        | 2–1       | Yamato Sylphid               |

### Cuarta ronda
| Equipo 1                    | Resultado            | Equipo 2               |
| --------------------------- | -------------------- | ---------------------- |
| Fujieda Junshin High School | 1–3                  | Ehime FC Ladies        |
| Viamaterras Miyazaki        | 3–3 (t. s.) (4–5 p.) | AS Harima Albion       |
| Iga FC Kunoichi Mie         | 1–1 (t. s.) (2–4 p.) | Nittaidai SMG Yokohama |
| Sfida Setagaya FC           | 5–1                  | Yokohama FC Seagulls   |

## Fase final
|  | Octavos de final             | Octavos de final                 |                                   |       | Cuartos de final | Cuartos de final |  |  | Semifinales | Semifinales |  |  | Final       | Final       |
|  | 16-17 de diciembre           | 16-17 de diciembre               |                                   |       | 14 de enero      | 14 de enero      |  |  | 20 de enero | 20 de enero |  |  | 27 de enero | 27 de enero |
|  |                              |                                  |                                   |       |                  |                  |  |  |             |             |  |  |             |             |
|  |                              |                                  |                                   |       |                  |                  |  |  |             |             |  |  |             |             |
|  |                              |                                  |                                   |       |                  |                  |  |  |             |             |  |  |             |             |
|  | Urawa Red Diamonds Ladies    | 2                                |                                   |       |                  |                  |  |  |             |             |  |  |             |             |
|  | Urawa Red Diamonds Ladies    | 2                                |                                   |       |                  |                  |  |  |             |             |  |  |             |             |
|  | Nittaidai SMG Yokohama       | 0                                |                                   |       |                  |                  |  |  |             |             |  |  |             |             |
|  | Nittaidai SMG Yokohama       | 0                                | Urawa Red Diamonds Ladies         | 2     |                  |                  |  |  |             |             |  |  |             |             |
|  |                              |                                  |                                   | 2     |                  |                  |  |  |             |             |  |  |             |             |
|  |                              | JEF United Chiba Ladies          | 0                                 |       |                  |                  |  |  |             |             |  |  |             |             |
|  | JEF United Chiba Ladies      | JEF United Chiba Ladies          | 0                                 | 4     |                  |                  |  |  |             |             |  |  |             |             |
|  | JEF United Chiba Ladies      |                                  |                                   | 4     |                  |                  |  |  |             |             |  |  |             |             |
|  | Nojima Stella Sagamihara     | 1                                |                                   |       |                  |                  |  |  |             |             |  |  |             |             |
|  | Nojima Stella Sagamihara     | 1                                | Urawa Red Diamonds Ladies (t. s.) | 3 (4) |                  |                  |  |  |             |             |  |  |             |             |
|  |                              |                                  |                                   | 3 (4) |                  |                  |  |  |             |             |  |  |             |             |
|  |                              | Sanfrecce Hiroshima Regina       | 3 (2)                             |       |                  |                  |  |  |             |             |  |  |             |             |
|  | Mynavi Sendai Ladies         | Sanfrecce Hiroshima Regina       | 3 (2)                             | 2     |                  |                  |  |  |             |             |  |  |             |             |
|  | Mynavi Sendai Ladies         |                                  |                                   | 2     |                  |                  |  |  |             |             |  |  |             |             |
|  | Ehime FC Ladies              | 1                                |                                   |       |                  |                  |  |  |             |             |  |  |             |             |
|  | Ehime FC Ladies              | 1                                | Mynavi Sendai Ladies              | 0     |                  |                  |  |  |             |             |  |  |             |             |
|  |                              |                                  |                                   | 0     |                  |                  |  |  |             |             |  |  |             |             |
|  |                              | Sanfrecce Hiroshima Regina       | 1                                 |       |                  |                  |  |  |             |             |  |  |             |             |
|  | Sanfrecce Hiroshima Regina   | Sanfrecce Hiroshima Regina       | 1                                 | 1     |                  |                  |  |  |             |             |  |  |             |             |
|  | Sanfrecce Hiroshima Regina   |                                  |                                   | 1     |                  |                  |  |  |             |             |  |  |             |             |
|  | Cerezo Osaka Yanmar Ladies   | 0                                |                                   |       |                  |                  |  |  |             |             |  |  |             |             |
|  | Cerezo Osaka Yanmar Ladies   | 0                                | Urawa Red Diamonds Ladies         | 1 (5) |                  |                  |  |  |             |             |  |  |             |             |
|  |                              |                                  |                                   | 1 (5) |                  |                  |  |  |             |             |  |  |             |             |
|  |                              | INAC Kobe Leonessa (t. s.)       | 1 (6)                             |       |                  |                  |  |  |             |             |  |  |             |             |
|  | INAC Kobe Leonessa           | INAC Kobe Leonessa (t. s.)       | 1 (6)                             | 2     |                  |                  |  |  |             |             |  |  |             |             |
|  | INAC Kobe Leonessa           |                                  |                                   | 2     |                  |                  |  |  |             |             |  |  |             |             |
|  | AS Harima Albion             | 1                                |                                   |       |                  |                  |  |  |             |             |  |  |             |             |
|  | AS Harima Albion             | 1                                | INAC Kobe Leonessa                | 2     |                  |                  |  |  |             |             |  |  |             |             |
|  |                              |                                  |                                   | 2     |                  |                  |  |  |             |             |  |  |             |             |
|  |                              | Albirex Niigata Ladies           | 0                                 |       |                  |                  |  |  |             |             |  |  |             |             |
|  | AC Nagano Parceiro Ladies    | Albirex Niigata Ladies           | 0                                 | 1     |                  |                  |  |  |             |             |  |  |             |             |
|  | AC Nagano Parceiro Ladies    |                                  |                                   | 1     |                  |                  |  |  |             |             |  |  |             |             |
|  | Albirex Niigata Ladies       | 4                                |                                   |       |                  |                  |  |  |             |             |  |  |             |             |
|  | Albirex Niigata Ladies       | 4                                | INAC Kobe Leonessa (t. s.)        | 3     |                  |                  |  |  |             |             |  |  |             |             |
|  |                              |                                  |                                   | 3     |                  |                  |  |  |             |             |  |  |             |             |
|  |                              | Chifure AS Elfen Saitama         | 2                                 |       |                  |                  |  |  |             |             |  |  |             |             |
|  | Nippon TV Tokyo Verdy Beleza | Chifure AS Elfen Saitama         | 2                                 | 2     |                  |                  |  |  |             |             |  |  |             |             |
|  | Nippon TV Tokyo Verdy Beleza |                                  |                                   | 2     |                  |                  |  |  |             |             |  |  |             |             |
|  | Sfida Setagaya FC            | 1                                |                                   |       |                  |                  |  |  |             |             |  |  |             |             |
|  | Sfida Setagaya FC            | 1                                | Nippon TV Tokyo Verdy Beleza      | 0     |                  |                  |  |  |             |             |  |  |             |             |
|  |                              |                                  |                                   | 0     |                  |                  |  |  |             |             |  |  |             |             |
|  |                              | Chifure AS Elfen Saitama (t. s.) | 1                                 |       |                  |                  |  |  |             |             |  |  |             |             |
|  | Omiya Ardija Ventus          | Chifure AS Elfen Saitama (t. s.) | 1                                 | 0     |                  |                  |  |  |             |             |  |  |             |             |
|  | Omiya Ardija Ventus          |                                  |                                   | 0     |                  |                  |  |  |             |             |  |  |             |             |
|  | Chifure AS Elfen Saitama     | 1                                |                                   |       |                  |                  |  |  |             |             |  |  |             |             |
|  | Chifure AS Elfen Saitama     | 1                                |                                   |       |                  |                  |  |  |             |             |  |  |             |             |

### Octavos de final
| 16 de diciembre de 2023 | Urawa Red Diamonds Ladies | 2-0     | Nittaidai SMG Yokohama |  |  |
|                         |                           | Reporte |                        |  |  |

| 17 de diciembre de 2023 | JEF United Chiba Ladies | 4-1     | Nojima Stella Kanagawa Sagamihara |  |  |
|                         |                         | Reporte |                                   |  |  |

| 17 de diciembre de 2023 | Mynavi Sendai Ladies | 2-1     | Ehime FC Ladies |  |  |
|                         |                      | Reporte |                 |  |  |

| 16 de diciembre de 2023 | Sanfrecce Hiroshima Regina | 1-0     | Cerezo Osaka Yanmar Ladies |  |  |
|                         |                            | Reporte |                            |  |  |

| 17 de diciembre de 2023 | INAC Kobe Leonessa | 2-1     | AS Harima Albion |  |  |
|                         |                    | Reporte |                  |  |  |

| 17 de diciembre de 2023 | AC Nagano Parceiro Ladies | 1-4     | Albirex Niigata Ladies |  |  |
|                         |                           | Reporte |                        |  |  |

| 17 de diciembre de 2023 | Nippon TV Tokyo Verdy Beleza | 2-1     | Sfida Setagaya FC |  |  |
|                         |                              | Reporte |                   |  |  |

| 17 de diciembre de 2023 | Omiya Ardija Ventus | 0-1     | Chifure AS Elfen Saitama |  |  |
|                         |                     | Reporte |                          |  |  |

### Cuartos de final
| 14 de enero de 2024 | Urawa Red Diamonds Ladies | 2-0     | JEF United Chiba Ladies |  |  |
|                     |                           | Reporte |                         |  |  |

| 14 de enero de 2024 | Mynavi Sendai Ladies | 0-1     | Sanfrecce Hiroshima Regina |  |  |
|                     |                      | Reporte |                            |  |  |

| 14 de enero de 2024 | INAC Kobe Leonessa | 2-0     | Albirex Niigata Ladies |  |  |
|                     |                    | Reporte |                        |  |  |

| 14 de enero de 2024 | Nippon TV Tokyo Verdy Beleza | 0-1 (t. s.) | Chifure AS Elfen Saitama |  |  |
|                     |                              | Reporte     |                          |  |  |

### Semifinales
| 20 de enero de 2024 | INAC Kobe Leonessa | 3-2 (t. s.) | Chifure AS Elfen Saitama |  |  |
|                     |                    | Reporte     |                          |  |  |

| 20 de enero de 2024 | Urawa Red Diamonds Ladies | 3-3 (t. s.) (4-2 p.) | Sanfrecce Hiroshima Regina |  |  |
|                     |                           | Reporte              |                            |  |  |

### Final
| 27 de enero de 2024 | Urawa Red Diamonds Ladies | 1-1 (t. s.) (5-6 p.) | INAC Kobe Leonessa |  |  |
|                     |                           | Reporte              |                    |  |  |

|                                       |
|                                       |
| Campeón INAC Kobe Leonessa 7.º título |